# Skokie
Skokie é uma aldeia localizada no estado americano de Illinois, no Condado de Cook. Foi fundada em 1888.

## Demografia
Segundo o censo americano de 2000, a sua população era de 63.348 habitantes.
Em 2006, foi estimada uma população de 66.659, um aumento de 3311 (5.2%).

## Geografia
De acordo com o United States Census Bureau tem uma área de 26,0 km², dos quais 26,0 km² cobertos por terra e 0,0 km² cobertos por água.

## Localidades na vizinhança
O diagrama seguinte representa as localidades num raio de 8 km ao redor de Skokie.